# Hynobius
Hynobius là một chi động vật lưỡng cư trong họ Hynobiidae, thuộc bộ Caudata. Chi này có 28 loài và 54% bị đe dọa hoặc tuyệt chủng.
Các loài trong chi này phân bố tại Trung Quốc, Nhật Bản, bán đảo Triều Tiên.

## Loài
Chi này có các loài sau:
- Hynobius abei Sato, 1934
- Hynobius amjiensis Gu, 1992
- Hynobius arisanensis Maki, 1922
- Hynobius boulengeri (Thompson, 1912)
- Hynobius chinensis Günther, 1889
- Hynobius dunni Tago, 1931
- Hynobius formosanus Maki, 1922
- Hynobius guabangshanensis Shen, Deng e Wang, 2004
- Hynobius hidamontanus Matsui, 1987
- Hynobius katoi Matsui, Kokuryo, Misawa e Nishikawa, 2004
- Hynobius kimurae Dunn, 1923
- Hynobius leechii Boulenger, 1887
- Hynobius lichenatus Boulenger, 1883
- Hynobius naevius (Temminck e Schlegel, 1838)
- Hynobius nebulosus (Temminck e Schlegel, 1838)
- Hynobius nigrescens Stejneger, 1907
- Hynobius okiensis Sato, 1940
- Hynobius quelpaertensis Mori, 1928
- Hynobius retardatus Dunn, 1923
- Hynobius sonani (Maki, 1922)
- Hynobius stejnegeri Dunn, 1923
- Hynobius takedai Matsui e Miyazaki, 1984
- Hynobius tokyoensis Tago, 1931
- Hynobius tsuensis Abe, 1922
- Hynobius turkestanicus Nikolskii, 1910
- Hynobius yangi Kim, Min e Matsui, 2003
- Hynobius yiwuensis Cai, 1985
- Hynobius yunanicus Chen, Qu e Niu, 2001

## Hình ảnh

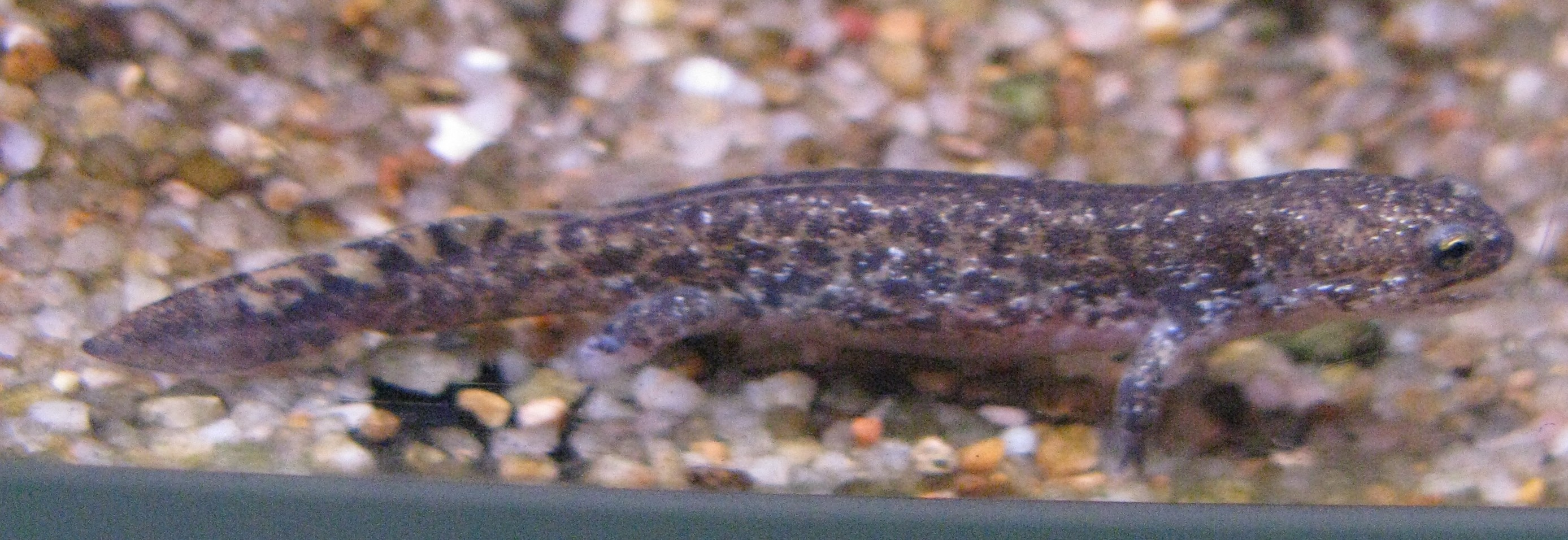
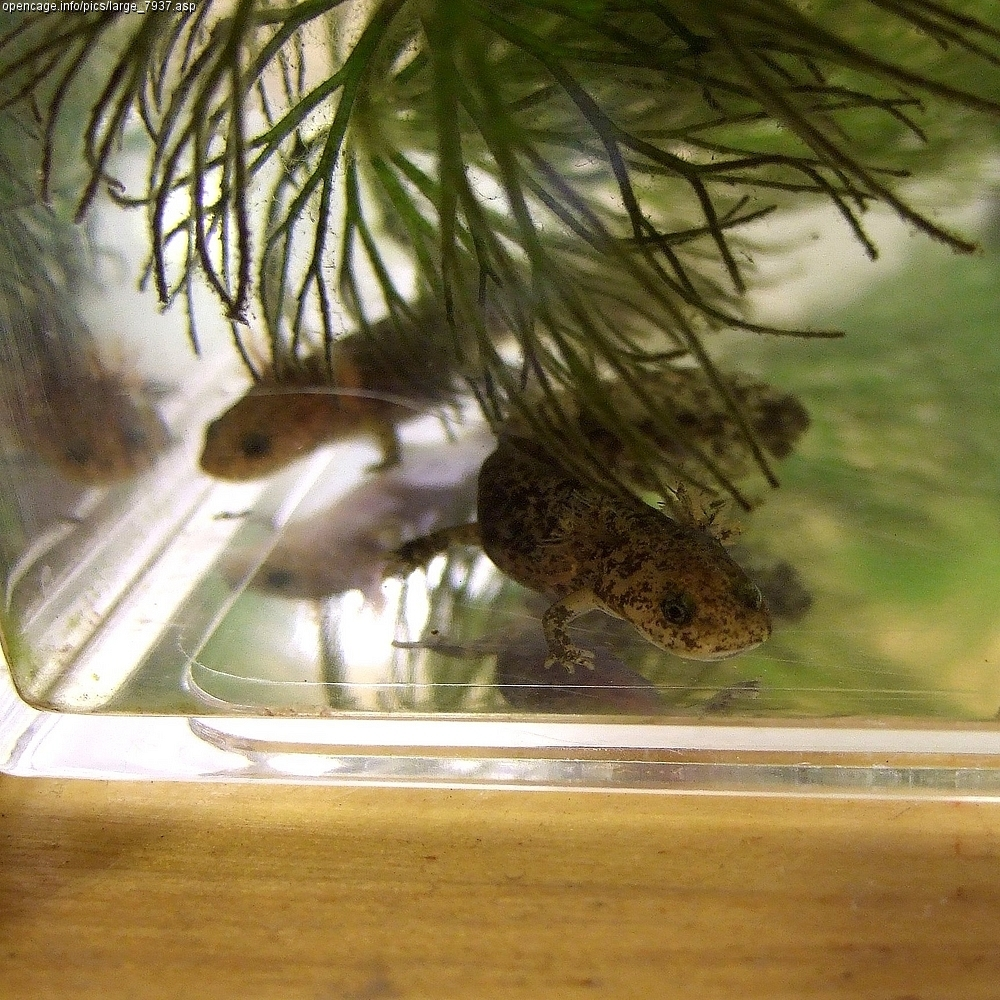